# Bălți
Bălți (rumunsky Bălți, v cyrilici (moldavštině) Бэлць, IPA: [ˈbəltsʲ]; rusky Бе́льцы – Belcy; ukrajinsky Бєльці – Bjelci; polsky Bielce, zastarale česky Bělce) je třetí největší město Moldavska a kulturní i hospodářské středisko severní části země. Leží přibližně 120 km severozápadně od Kišiněva.

## Dějiny
První zmínky jsou z roku 1421. Městem se Bălți staly roku 1818, šest let po připojení Besarábie k Ruskému impériu, při návštěvě cara Alexandra I.

## Obyvatelstvo
Ve městě žije přibližně 98 tisíc obyvatel, z nichž přes polovinu tvořili Moldavané (Rumuni), čtvrtinu Ukrajinci, zbytek zejména Rusové. Počet obyvatel v 90. letech výrazně klesl (v roce 1989 zde žilo 160 000 osob). Údaje z roku 2011 uvádějí 148 000 obyvatel, ovšem v hranicích celé obce.
- Letiště Bălți-Město
- Mezinárodní letiště Bălți-Leadoveni

## Partnerská města
- Smyrna, Turecko